# Chaulnes
Chaulnes är en kommun i departementet Somme i regionen Hauts-de-France i norra Frankrike. Kommunen ligger i kantonen Chaulnes som tillhör arrondissementet Péronne. År 2022 hade Chaulnes 1 983 invånare.

## Befolkningsutveckling
Antalet invånare i kommunen Chaulnes
| Referens: INSEE |